# 張應福
張應福（1528年—？），字子承，直隸大名府魏縣民籍山西潞安府襄垣縣人，明朝政治人物。

## 生平
順天府鄉試第十名舉人。嘉靖四十一年（1562年）中式壬戌科會試第二百九十九名，三甲第一百六十三名進士。历任河南、陕西僉事，八年十一月革职閑住。

## 家族
曾祖張奉；祖父張武；父張惟高，壽官。母常氏。具庆下。弟應禄、應祯、應祚。